# Takin' It To The Streets (album van The Doobie Brothers)
Takin' It to the Streets is het zesde studioalbum van de Amerikaanse rockband The Doobie Brothers en tevens het eerste met Michael McDonald als leadzanger . Het album werd in 1975 opgenomen en 19 maart 1976 uitgegeven door Warner Bros.. In Amerika kwam het tot nr.8 in de Billboard 200 en in Nederland haalde het de 11e plaats. 

## Achtergrond
Eind 1974 begon het zware toerschema van de band z'n tol te eisen; vooral leider Tom Johnston zag zijn gezondheid achteruit gaan. Tijdens de tournee ter promotie van het album Stampede (1975) werd hij in het ziekenhuis opgenomen met een maagbloeding waarna een moeizaam herstel volgde. Concerten werden afgelast en de overige bandleden wilden ermee stoppen. Echter, tijdens een verblijf in Baton Rouge, Louisiana stelde gitarist Jeff Baxter voor om zijn goede vriend en ex-Steely Dan-collega Michael McDonald erbij te halen. McDonald, destijds een werkloze muzikant die in een garage woonde, had aanvankelijk z'n twijfels omdat hij dacht dat hij niet aan hun criteria voldeed; volgens hem "...zochten ze iemand die Hammondorgel en meerdere keyboards kon spelen, en ik was slechts een songschrijver die wat toetsen op de piano aansloeg. Maar bovenal denk ik dat ze op zoek waren naar een zanger die de schoenen van Tommy kon vullen." Hij stemde in met een ontmoeting en reisde af naar het Le Pavillon Hotel in New Orleans waar ze twee dagen lang in een pakhuis repeteerden. McDonald dacht dat hij na afloop van de tournee weer kon vertrekken, maar groots was zijn verbazing toen de band hem uitnodigden om naar de studio te komen en mee te werken aan hun volgende album.

## Opname
Het bleek geen makkelijke opgave voor de band om een album te maken zonder Johnston, ook omdat ze te weinig songs bij zich hadden; vandaar dat McDonald zijn eigen demo's meenam. Aangemoedigd door producer Ted Templeman besloten ze deze nummers op te nemen, wetende dat dit een volledige koerswijziging met zich mee zou brengen. Hoewel Johnston grotendeels afwezig was bij de opnamesessies wist hij toch een nummer bij te dragen; Turn It Loose. Daarnaast was Johnston achtergrondzanger en duetpartner in Wheels of Fortune van Patrick Simmons als . "Ik was niet uit de band gestapt", verklaarde hij later. "Ik kon het alleen fysiek niet opbrengen. Ik moest even stoppen met toeren en me afzijdig houden van dat wereldje". Als eerbetoon aan Johnston schreef en zong bassist Tiran Porter For Someone Special.

## Tracklijst
| Nr. | Titel                    | Vocals                | Duur |
| --- | ------------------------ | --------------------- | ---- |
| 1.  | Wheels of Fortune        | Simmons, Tom Johnston | 4:54 |
| 2.  | Takin' It to the Streets | McDonald              | 3:56 |
| 3.  | 8th Avenue Shuffle       | Simmons               | 4:39 |
| 4.  | Losin' End               | McDonald              | 3:39 |

| Nr. | Titel               | Vocals             | Duur |
| --- | ------------------- | ------------------ | ---- |
| 5.  | Rio                 | Simmons w/McDonald | 3:49 |
| 6.  | For Someone Special | Porter             | 5:04 |
| 7.  | It Keeps You Runnin | McDonald           | 4:20 |
| 8.  | Turn It Loose       | Johnston           | 3:53 |
| 9.  | Carry Me Away       | McDonald           | 4:09 |

## Personeel
The Doobie Brothers
- Tom Johnston – elektrische gitaar, lead en achtergrondzang op Turn It Loose; zang op Wheels of Fortune
- Patrick Simmons – lead en achtergrondzang, elektrische gitaren
- Jeff "Skunk" Baxter – elektrische gitaren, akoestische gitaar op For Someone Special
- Michael McDonald – lead en achtergrondzang, piano, elektrische piano, clavinet, synthesizers
- Tiran Porter – bas, achtergrondzang, leadzang op For Someone Special
- John Hartman – drums, percussie
- Keith Knudsen – drums, percussie, achtergrondzang

Gastmuzikanten
- The Memphis Horns
  - Wayne Jackson – trompet
  - Andrew Love – tenorsaxofoon
  - James Mitchell – baritonsaxofoon
  - Lewis Collins – tenorsaxofoon
  - Jack Hale – trombone
- Bobby LaKind – conga's op Takin' It to the Streets, Losin' End en Rio
- Richie Hayward – drums (met John Hartman) op Wheels of Fortune
- Novi Novog – viola op Losin' End
- Jesse Butler – orgel op Takin' It to the Streets
- Maria Muldaur – cameozang op Rio
- Ted Templeman – overige percussie

Productie
- Producer – Ted Templeman
- Productie coordinatie – Beth Naranjo
- Technicus – Donn Landee
- Artistiek leider – Ed Thrasher
- Fotografie – Dan Fong
- Management – Bruce Cohn